# Neoseiulus setulus
Neoseiulus setulus är en spindeldjursart som först beskrevs av Fox 1947.  Neoseiulus setulus ingår i släktet Neoseiulus och familjen Phytoseiidae. Inga underarter finns listade i Catalogue of Life.